# Savas-Mépin
Savas-Mépin ist eine französische Gemeinde mit 879 Einwohnern (Stand: 1. Januar 2022) im Département Isère in der Region Auvergne-Rhône-Alpes. Sie gehört zum Arrondissement Vienne und zum Kanton Bièvre.

## Geographie
Die Gemeinde Savas-Mépin liegt 15 Kilometer ostsüdöstlich von Vienne. Umgeben wird Savas-Mépin von den Nachbargemeinden Saint-Georges-d’Espéranche im Norden, Beauvoir-de-Marc im Nordosten und Osten, Royas im Osten, Villeneuve-de-Marc im Südosten, Meyssiez im Süden, Eyzin-Pinet im Südwesten und Westen sowie Moidieu-Détourbe im Westen und Nordwesten. Die Eisenbahn-Hochgeschwindigkeitsstrecke LGV Rhône-Alpes durchquert das Gemeindegebiet in Nord-Süd-Richtung.

## Bevölkerungsentwicklung
| Jahr                       | 1962 | 1968 | 1975 | 1982 | 1990 | 1999 | 2011 | 2021 |
| -------------------------- | ---- | ---- | ---- | ---- | ---- | ---- | ---- | ---- |
| Einwohner                  | 312  | 309  | 319  | 540  | 576  | 572  | 807  | 886  |
| Quellen: Cassini und INSEE |      |      |      |      |      |      |      |      |

## Sehenswürdigkeiten
- Kirche Saint-Bonnet im Ortsteil Savas
- Kirche Saint-Pierre im Ortsteil Mépin

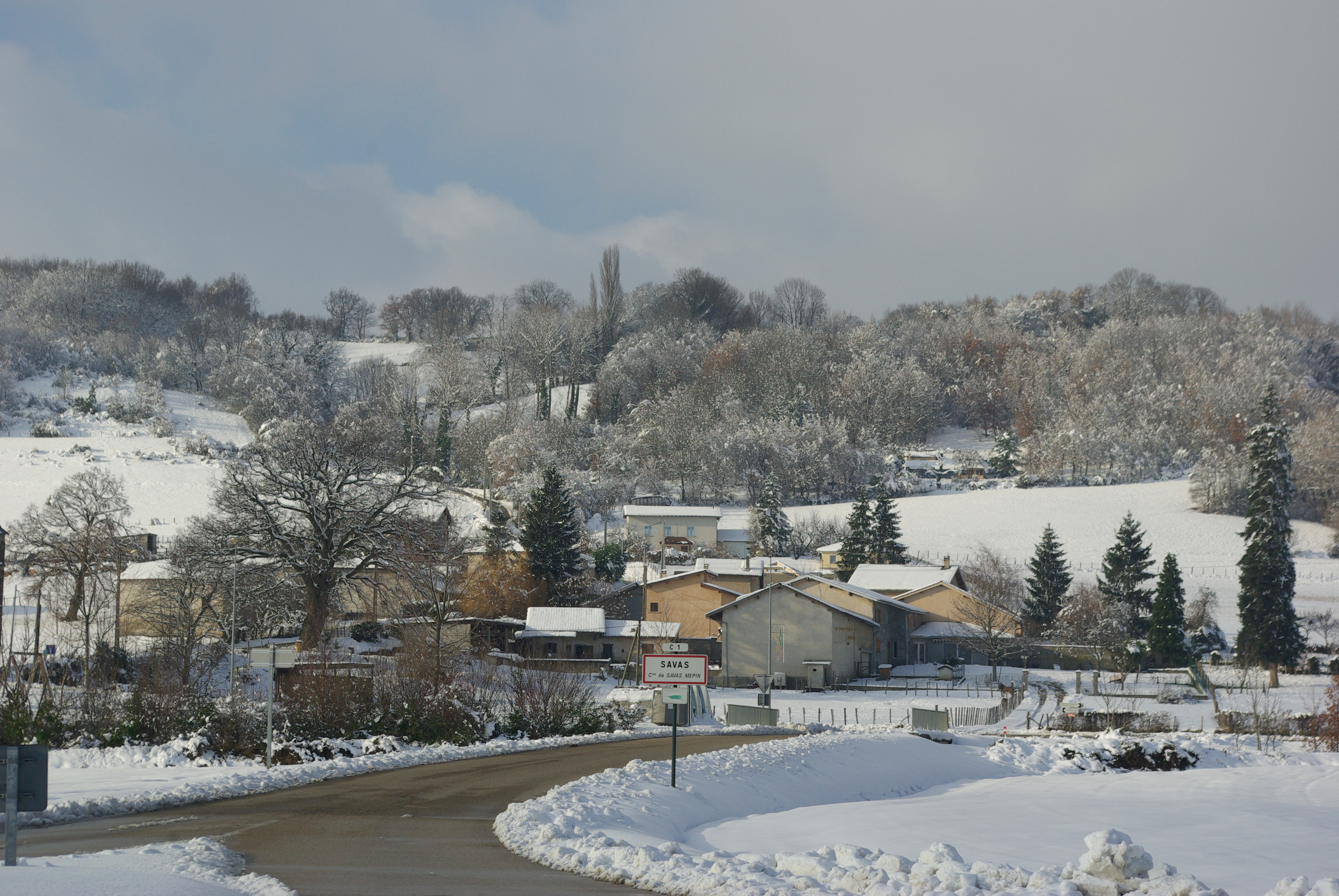
Blick auf Savas
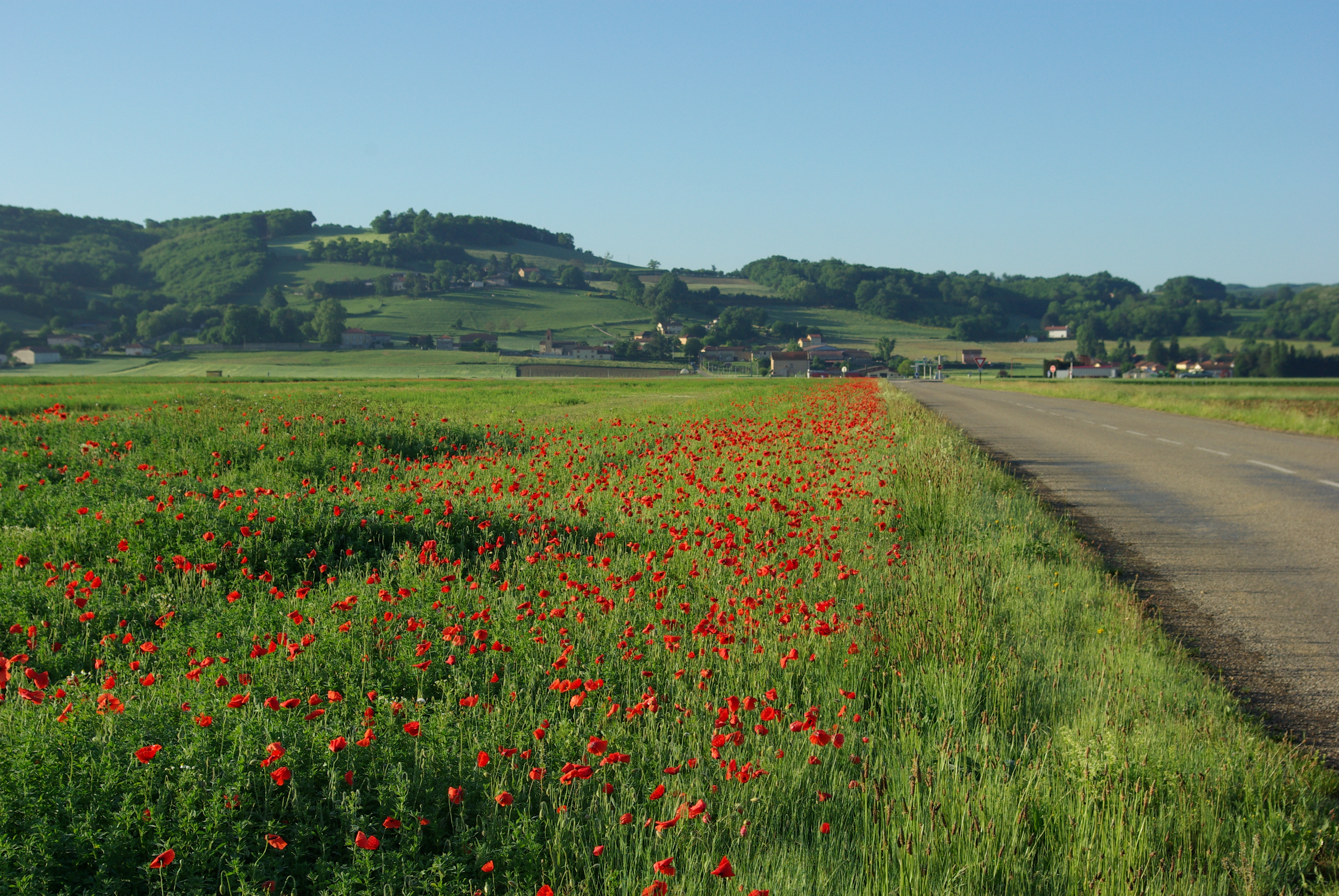
Blick auf Mépin
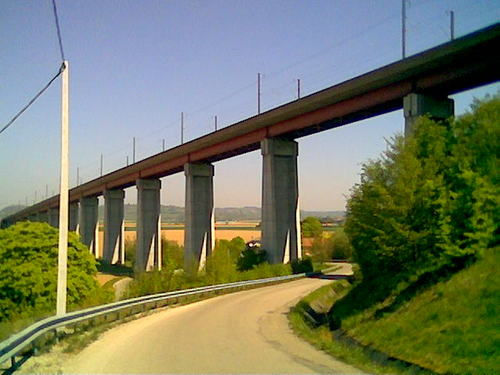
Viadukt der LGV Rhône-Alpes in Savas-Mépin